# Sœurs de Marie-Joseph et de la Miséricorde
Les Sœurs de Marie-Joseph et de la Miséricorde sont une congrégation religieuse féminine de droit pontifical nées de la fusion de deux congrégations.

## Historique
La congrégation est née le 1er mars 1971 de la fusion des Sœurs de la Miséricorde de Bordeaux, et des Sœurs de Marie-Joseph du Dorat.
Les Sœurs de la Miséricorde de Bordeaux remontent au 1er janvier 1801 lorsque Marie-Thérèse de Lamourous prend la direction à Bordeaux d'anciennes prostituées qui désirent vivre en communauté. Le 14 mai 1801, le père Chaminade donne un règlement aux 35 repenties de la miséricorde. Mademoiselle de Lamourous décide de convertir la Miséricorde en congrégation religieuse ; à partir de 1814, elle rédige les constitutions des sœurs de la Miséricorde de Bordeaux. Les religieuses prononcent leurs premiers vœux en 1823. La congrégation est approuvée le 20 avril 1855 par Mgr Donnet, archevêque de Bordeaux, l'institut devient de droit pontifical le 2 août 1865.
Les Sœurs de Marie-Joseph sont fondées le 20 avril 1841 au Dorat (Haute-Vienne) par Anne-Marie Quinon, en religion Mère saint Augustin. Le but de la congrégation est d'assurer la garde des détenues dans les prisons françaises. Très tôt, la congrégation se préoccupe de la réinsertion des détenues en créant des foyers pour les sortantes de prison. De la monarchie de Juillet au début de la IIIe République, les sœurs s'implantent progressivement dans la plupart des prisons centrales et des maisons d'arrêt pour femmes. À partir de la fin du XIXe siècle, la congrégation quitte peu à peu les prisons françaises. L'institut obtient le décret de louange le 22 juin 1860 et ses constitutions sont approuvées le 20 février 1874.

## Activités et diffusion
Les religieuses s'investissent dans les activités liées à la réinsertion des prisonniers, à l'accueil des familles de détenus et à la prise en charge de femmes en difficulté.
Elles sont présentes en France et en Espagne.
La maison-mère est au Dorat.
En 2017, la congrégation comptait 44 sœurs dans sept maisons.
Depuis 1997, les Sœurs se sont liées avec deux autres congrégations : les Servantes des pauvres de Jeanne Delanoue (Saumur, Maine-et-Loire), et les Sœurs du Christ à Gethsémani (Rive de Gier, Loire).